# Коттонвуд (Айдахо)
Ко́ттонвуд (англ. Cottonwood) — город в округе Айдахо, штат Айдахо, США. По оценкам на 2009 год население составляло 1 033 человек

## История
Коттонвуд был основан в 1862 году с открытием промежуточной станции. В 1877 году близ Коттонвуда велись боевые действия между индейцами племени Не-персе, недовольными принятием гомстед-акта, и соединениями армии США ([[[Война не-персе]]).

## География и климат
Коттонвуд расположен в северо-западной части округа Айдахо. Высота центральной части города составляет 1 066 м. Площадь города составляет 2,1 км². Город расположен на шоссе US 95, при городе имеется аэропорт.
| Климатограмма Коттонвуда                                    | Климатограмма Коттонвуда | Климатограмма Коттонвуда | Климатограмма Коттонвуда | Климатограмма Коттонвуда | Климатограмма Коттонвуда | Климатограмма Коттонвуда | Климатограмма Коттонвуда | Климатограмма Коттонвуда | Климатограмма Коттонвуда | Климатограмма Коттонвуда | Климатограмма Коттонвуда |
| ----------------------------------------------------------- | ------------------------ | ------------------------ | ------------------------ | ------------------------ | ------------------------ | ------------------------ | ------------------------ | ------------------------ | ------------------------ | ------------------------ | ------------------------ |
| Я                                                           | Ф                        | М                        | А                        | М                        | И                        | И                        | А                        | С                        | О                        | Н                        | Д                        |
| 47.8 −2 −5                                                  | 36.8 4 −3                | 43.4 8 −1                | 60.7 12 2                | 75.9 17 5                | 60.7 21 9                | 38.9 26 12               | 27.7 26 12               | 31.8 21 8                | 38.1 14 3                | 53.8 5 −2                | 45.0 2 −5                |
| Температура в °C • Сумма осадков в мм Источник: weather.com |                          |                          |                          |                          |                          |                          |                          |                          |                          |                          |                          |

## Население
Согласно оценочным данным за 2008 год, население Коттонвуда составляло 1 041 человек Плотность населения равна 495,71 чел./км². Средний возраст населения — 39 лет и 1 месяц. Половой состав населения: 48,5 % — мужчины, 51,5 % — женщины. В 2000 году насчитывалось 364 домашних хозяйств и 242 семейств. Расовый состав населения по состоянию на 2000 год:
- белые — 98,0 %;
- индейцы — 0,6 %;
- азиаты — 0,4 %;
- две и более расы — 1,0 %.

Ниже приведена динамика численности населения города:

## Достопримечательности
В Коттонвуде располагается популярная гостиница «Dog Bark Park Inn — Bed & Breakfast» (с англ. — «Гостиничный Комплекс Собачий Лай — Ночлег и Завтрак»), построенная в виде 12-футового бигля.